# Nicolas Cannasse
Nicolas Cannasse, né le 28 août 1979 à Bordeaux, est un concepteur de jeux vidéo français,
Il a cofondé le studio Motion Twin puis a créé le studio Shiro Games. 
Il a développé le langage de programmation Haxe et a conçu les jeux Evoland, Northgard et plus récemment Wartales.
Il a remporté le Ludum Dare 24 avec Evoland développé en 48 heures en solo.
Lors de la cérémonie des Pégases 2023, il reçoit le prix de la personnalité de l'année.